# Chaim Meir Jechiel Szapira
Chaim Meir Jechiel Szapira (ur. 1789, zm. 1849) – rabin, w latach 1828–1849 trzeci cadyk chasydzkiej dynastii Koźnic. Wnuk cadyka Isroela Hopsztajna.
Jego następcą został najstarszy syn Mosze Eljokima Hopsztajna – Elozor Hopsztajn.